# Єзекія
Єзекія (івр. חִזְקִיָּהוּ; грец. Ἐζεκίας;  739/41 — 687 до н.е.) — юдейський цар. Представник Давидового дому. Син юдейського царя Ахаза. Згадується у ІІ Книзі царів Старого Заповіту (2 Хр. 28:27). 
Е. Тілє відносить час його царювання до 715—686 р. до н. е та співправління з батьком починаючи з 735/736 р. до н. е. Біблія оповідає, що Єзекія зацарював на третій рік правління ізраїльського царя Осії, тобто у 727 році до н. е. Єзекії було 25 років і правив він Юдеєю 29 років (2 Цар. 18:2).
722 року до н.е. став свідком завоювання Ізраїльського царства військами ассирійського царя Саргона ІІ. 701 року, після ассирійської облоги Єрусалима, визнав верховенство царя Сінахеріба. У внутрішній політиці провадив курс на встановлення єдинобожжя, ліквідацію язичницьких культів, заборону вшановувати інші божества окрім Бога в Єрусалимському храмі. Дослухався до пророків Ісаї та Міхея. У Другій книзі царів та Другій книзі хронік описується як дуже праведний правитель. В Євангелії від Матвія згадується у родоводі Ісуса Христа.

## Імена
- Єзекія, Езекія (грец. Ἐζεκίας, Ezekías; лат. Ezechias) — від Хізкія́ (івр. חִזְקִיָּה‎, трансліт. H̱ízqiyá, латиніз. Ḥizeqiyā).
- Хізкія́ху, Єгізкія́ху (івр. חִזְקִיָּ֫הוּ,יְחִזְקִיָּ֫הוּ, трансліт. H̱ízqiyáhu, Yəẖízqiyáhu, латиніз. Ḥizeqiyahû, Yeḥizeqiyāhû) — від חזק‎ (ḥazaq, «сила») +‎ ־י‎ (-i, «мій») +‎ ־יהו‎ (-yáhu, «Господь»), що означає «Господь — моя сила».
- Хазакіау (аккад. 𒄩𒍝𒆥𒀀𒌑 Ḥazaqya'u, ḫa-za-qi-a-ú)

## Царювання
Його 29 річне царювання стало найвидатнішим періодом в історії Юдеї. Осаджений ассирійцями, Єзекія встояв у вирішальному нападі на Єрусалим у 701 році. Окрім історичних свідчень про царювання Єзекії, викладених в Четвертій книзі Царств і Другій книзі Хронік, досить багато інформації про життя Єзекії міститься в книзі пророка Ісайї (26–39 гл.).
У відповідь на грубе ідолопоклонство свого батька Ахаза, Єзекія розпочав своє правління наймасштабнішими реформами в історії Південного царства. В 25-річному віці він бачив поступовий занепад Північного царства і взяття ассирійцями Самарії, що була розташована на відстані 60 км. від Єрусалиму. Глибоко усвідомлюючи, що полон Ізраїля був наслідком порушення завіту і непослуху Богові (4 Цар. 18:9–12), Єзекія всю свою надію покладає на Бога і вже в перші роки свого царювання проводить успішні реформи не лише в Юдеї, а й в декотрих частинах Ізраїлю.
Так як юдейське царство вже було залежним від Ассирії, то Єзекія визнавав верховну владу Саргона ІІ (721-705 рр. до Р.Х.), однак ніяких серйозних втручань з боку Ассирії цар не зазнавав. Єзекія негайно відкрив храм, що був закритий його попередниками. Левіти були покликані для очищення храму та приведення його в порядок. Предмети, що вживались для ідолослужіння, були викинуті у притоку Кедрон, а осквернений Ахазом посуд знову був освячений. Через 16 днів храм був готовий до богослужінь. Були відроджені до життя музичні ансамблі з арфами і цимбалами та спів храмових хорів, як це було прийнято за часів Давида.
З надією усунути розкол в ізраїльському народі, що відбувся після смерті Соломона, цар розіслав листи по всій країні, запрошуючи усіх в Єрусалим на Пасху. Багато хто знехтував запрошенням Єзекії, однак багато колін (Асира, Манасії, Єфрема, Іссахара, а також Юди) відгукнулись на нього, щоб разом відсвяткувати Пасху. Узгоджуючи це зі священством, Єзекія проголосив святкування на місяць пізніше звичайного, щоб мати достатньо часу для гідної підготовки. Ця відстрочка була скоріше мирним жестом у бік мешканців Північного царства, які дотримувались свят так, як це було встановлено Єровоамом І (3 Цар. 12:32). Ідольські жертовники були знесені з усієї столиці в долину Кедрона для знищення. Як зазначає священний письменник, таких радісних урочистостей не було в Єрусалимі з часів посвячення храму.
Від Єрусалиму реформи Єзекії поширились по всій країні. Цар знищив навіть мідяного змія, якого зробив Мойсей (Чис. 21:4–9), тому що і його народ зробив предметом ідолослужіння. Натхненний прикладом царя народ почав громити і рушити стовпи, істукани, пагорби, жертовники по всій країні.
Були відновлені священичі черги для регулярних богослужінь у храмі та десятина на підтримку тих, хто присвятив себе служінню Богові.
В описі всіх цих подій немає ніяких згадок про пророка Ісайю. Не згадує і сам Ісайя реформ Єзекії в своїй книзі. Однак є всі підстави припускати, що Ісайя як сучасник Ахаза і Єзекії був сподвижником царя у справі духовного відродження народу. Згадка про Саргона, царя Ассирії (Іс. 20:1) вказує на діяльність Ісайї в цей час.
В 701 році ассирійці вторглись в Палестину з півночі, спустошуючи на своєму шляху усі міста і поселення. В цей час відбулась переможна битва Сеннахирима, сина Саргона з єгиптянами. Щоб врятувати країну від спустошення Єзекія був змушений заплатити велику данину, спустошивши храм, забравши з нього все срібло і золото. Однак це лише на деякий час задовільнило завойовника. Невдовзі грізна армія ассирійців вже знаходилась під стінами Єрусалиму. Положення Єзекії стало безвихідним, а падіння Єрусалиму неминучим. Цар з полум’яною молитвою і благаннями звертається до Господа, через що був втішений запевненням пророка, що молитва його почута і держава його у безпеці. А наступної ночі поміж ассирійцями Ангел Божий вчинив велику поразку. Сам Сеннахирим змушений був швидко зняти осаду і відступити, повернувшись до Ніневії, де був убитий своїми власними синами. Від чудесної поразки під стінами Єрусалиму загинуло 185 тис. ассирійців.
Благовоління Боже до Єзекії було підтверджене ще одним чудесним знаменням. Смертельно хворому цареві пророк Ісайя пророкує про скору смерть. Цар полум’яно і слізно молиться, і Господь дарує йому ще 15 років життя. Зцілення супроводжується чудесним знаменням – тінь на сходинках Ахазових (сонячний годинник) відступила назад на десять сходинок (4 Цар 20:8–11). Скорбота Єзекії була викликана тим, що у нього не було на той час нащадків, – пояснює бл. Єроним. Манасія народився через три роки після цих подій.
Подія ця згадується в наступних паралельних місцях Священного Писання: Іс. 38:8; Сир. ILVIII, 2 Хр. 32:31. Митрополит Філарет (Дроздов) вказував на те, що така кількість свідчень Писання служить підтвердженням факту чуда. Біблеїсти розглядають цей астрономічний феномен паралельно з подібним чудом – сонцестоянням під час завоювання Ісусом Навином землі обітованої (Іс. Нав. 10:12-14).
Незадовго після цих подій до юдейського царя з вітаннями прибуло посольство незалежного вавилонського царя Меродоха Баладана, останній прагнув вступити в союз з Єзекією для спільної боротьби проти ассирійського ярма. Цар прийняв посольство з великою гостиною і відкрив перед ним усі свої скарбниці, імовірно, збагачені внаслідок залишеної Сеннахиримом багатої здобичі. За таку необережну поведінку з іноземцями перед царем з’являється пророк Ісайя зі словами докору і перестороги про покарання. Внутрішні негаразди в Ассирії дали змогу Єзекії мирно провести усі наступні роки свого царювання. Цар займався укріпленням своїх міст і облаштував в Єрусалимі новий водопровід.
Зі смертю Єзекії скінчилась історична слава і політична незалежність Юдейського царства. Невір’я і злочини його нащадка Манасії стали початком великих випробувань для єврейського народу.

## Війна з Ассирією
Одразу після смерті старого царя Шаррукіна II проти ассирійців повстали пригнічені ними землі, цього разу піднялися Вавилонія, Сирія та Фінікія з Палестиною. Це повстання підтримували Єгипет та Елам. Новий цар Ассирії Сін-аххе-еріба (Санхерів) розпочав своє правління з утвердження на троні та підкоренні бунтівних земель. Єзекія вирішив опиратися, зібрав ополчення, наказав засипати джерела води на шляху ворожого війська. Але ассирійців було не зупинити — вони захопили 46 тамтешніх міст, а понад 200 тисяч їх жителів потрапили під насаху і були переселені в Ассирію. Єзекія сховався в добре укріпленому Єрусалимі. Ассирійці обложили місто, однак облога затяглася, а в їх таборі розпочалася епідемія, тож Сін-аххе-еріба погодився укласти з юдеями мир тим більше, що до нього дійшла новина про заворушення у Вавилонії. Своєю чергою після падіння великого та добре укріпленого міста Лахіша, юдеї, на очах у яких нищили їх країну, втратили надію на порятунок і були ладні на все заради миру. Однак за відступ Єзекія заплатив ассирійцям величезну данину в розмірі 30 талантів золота і 800 срібла. В період правління Єзекії Юдея потрапила у васальну залежність від Ассирії (2 Цар. 18:14). На призмі Сін-аххе-еріба, знайденій у 1830 році у Ніневії аккадською мовою розповідається про цей похід Сін-аххе-еріба проти Юдеі і царя Єзекії.

## Релігійні реформи
Єзекія був вихований під впливом пророка Ісаї (2 Цар. 19:5), та розпочав суттєві релігійні та культурні реформи. Ідолослужіння було викоренено (був знищений навіть Мідний змій Мойсея — 2 Цар. 18:4), в Єрусалимському храмі відновлено богослужіння та в знак відновлення завіту з Богом, урочисто відсвяткований Песах (2 Хр. 30:5).
З історією Єзекії зв'язується розповідь про чудесне пересуванні тіні сонця на 10 сходинок в знак одужання царя від хвороби (2 Цар. 20:1-11). Також і пророк Ісая відіграв важливу роль у передачі Божих слів Єзекії, для його одужання (Іс. 38:9-20). Внутрішні смути в Ассирії дали Єзекії час спокійно провести решту років царювання; він скористався ними для зовнішнього зміцнення і внутрішнього благоустрою свого царства. Єзекія передав своє правління сину Манасії.

## Цікаво
- У 2015 р. при археологічних розкопках знайдена печатка Єзекії[5]

## Сім'я
- Батько: Ахаз, цар юдейський
- Матір: Абія, донька первосвященника Захарії.
- Дружина: Ефзіба 
  - Син: Манасія, цар юдейський

### Родовід
|  |                            |  |  |  |  |  |  |  |  |  |  |  |  |  |  |  |
|  | 8. Азарія, цар юдейський   |  |  |  |  |  |  |  |  |  |  |  |  |  |  |  |
|  |                            |  |  |  |  |  |  |  |  |  |  |  |  |  |  |  |
|  |                            |  |  |  |  |  |  |  |  |  |  |  |  |  |  |  |
|  | 4. Йотам, цар юдейський    |  |  |  |  |  |  |  |  |  |  |  |  |  |  |  |
|  |                            |  |  |  |  |  |  |  |  |  |  |  |  |  |  |  |
|  |                            |  |  |  |  |  |  |  |  |  |  |  |  |  |  |  |
|  | 2. Ахаз, цар юдейський     |  |  |  |  |  |  |  |  |  |  |  |  |  |  |  |
|  |                            |  |  |  |  |  |  |  |  |  |  |  |  |  |  |  |
|  |                            |  |  |  |  |  |  |  |  |  |  |  |  |  |  |  |
|  | 1. Езекія, цар юдейський   |  |  |  |  |  |  |  |  |  |  |  |  |  |  |  |
|  |                            |  |  |  |  |  |  |  |  |  |  |  |  |  |  |  |
|  |                            |  |  |  |  |  |  |  |  |  |  |  |  |  |  |  |
|  | 6. Захарія, первосвященник |  |  |  |  |  |  |  |  |  |  |  |  |  |  |  |
|  |                            |  |  |  |  |  |  |  |  |  |  |  |  |  |  |  |
|  |                            |  |  |  |  |  |  |  |  |  |  |  |  |  |  |  |
|  | 3. Абія                    |  |  |  |  |  |  |  |  |  |  |  |  |  |  |  |
|  |                            |  |  |  |  |  |  |  |  |  |  |  |  |  |  |  |
|  |                            |  |  |  |  |  |  |  |  |  |  |  |  |  |  |  |